# Rodriguezia pulchra
Rodriguezia pulchra là một loài thực vật có hoa trong họ Lan. Loài này được Løjtnant miêu tả khoa học đầu tiên năm 1978.